# Rational Software
Rational Software, anche nota come Rational Software Corporation (e in origine chiamata Rational Machines) è una software house fondata da Paul Levy e Mike Devlin nel 1981. Il core business dell'azienda fu, fin dalle origini, lo sviluppo di strumenti di supporto per l'ingegneria del software orientato agli oggetti. I principali contributi di Rational al settore furono la definizione del linguaggio di modellazione a oggetti UML (Unified Modeling Language) e del modello di sviluppo del software noto come RUP (Rational Unified Process). Oltre a patrocinare la definizione di UML, Rational sviluppò a partire dagli anni novanta una gamma di strumenti software di supporto per l'analisi e la progettazione basati su UML, tra cui Rational Rose. Rational è stata acquisita da IBM nel 2003.

## Principali prodotti
Il primo prodotto di rilievo sviluppato da Rational fu il Rational Environment (1985), un ambiente di sviluppo integrato per il linguaggio di programmazione Ada. L'ambiente richiedeva una piattaforma hardware specifica, la R1000, prodotta dalla stessa Rational. Venivano forniti cross-compilatori in grado di produrre codice eseguibile per diverse architetture hardware target, come VAX, Motorola 68000 e x86. Nel 1990 vennero pubblicati da Rational una serie di prodotti derivati dall'Environment originali, incluso un porting prima per sistemi Unix IBM e Sun e poi anche per Windows NT, e un ambiente analogo per il linguaggio C++.
Sempre all'inizio degli anni '90 Rational iniziò a sviluppare quello che sarebbe diventato il suo prodotto di punta, Rational Rose, un ambiente di modellazione visuale basato su una notazione grafica sviluppata da Grady Booch, e che costituiva un primo nucleo del futuro UML.
Alla metà degli anni novanta entrarono in Rational altri due luminari dell'analisi e della progettazione a oggetti, James Rumbaugh (inventore della Object-Modeling Technique) e Ivar Jacobson (inventore del metodo Objectory). Il team formato da Rumbaugh, Booch e Jacobson ricevette mandato di definire una notazione grafica e un metodo unificato che integrasse il meglio degli approcci sviluppati precedentemente dai tre membri del gruppo. Da questo sforzo ebbero origine prima UML e poi RUP. L'ambiente Rational Rose venne riproposto nella versione basata su UML, e divenne rapidamente l'ambiente più noto e utilizzato nel settore.
Anche dopo l'acquisizione da parte di IBM, Rational ha conservato una identità ben definita, e un ruolo dominante sul mercato, come sviluppatore di prodotti di supporto per l'ingegneria del software. Attualmente la rosa dei prodotti Rational comprende diversi ambienti basati su UML che si possono considerare idealmente derivati di Rose, sebbene siano basati su implementazioni differenti; fra questi si possono citare, per esempio, Rational Software Architect e Rational Software Modeler, entrambi costruiti sulla piattaforma open source Eclipse.